# Championnat d'Écosse de football 1912-1913
Navigation
Édition précédente Édition suivante
La 23e édition du championnat d'Écosse de football est remportée par les Rangers FC. C’est le huitième titre de champion du club, le troisième consécutif. Ils gagnent avec quatre points d’avance sur le Celtic FC. Heart of Midlothian complètent le podium.
À la fin de la 22e saison, aucun club ne quitte la première division. Les mêmes 20 équipes sont conservées pour la saison 1912-1913.
Avec 30 buts marqués en 34 matchs,  James Reid d’Airdrieonians remporte le titre de meilleur buteur du championnat.

## Les clubs de l'édition 1912-1913
| Club                              | Ville      |
| --------------------------------- | ---------- |
| Aberdeen Football Club            | Aberdeen   |
| Airdrieonians Football Club       | Airdrie    |
| Celtic Football Club              | Glasgow    |
| Clyde Football Club               | Glasgow    |
| Dundee Football Club              | Dundee     |
| Falkirk Football Club             | Falkirk    |
| Greenock Morton Football Club     | Greenock   |
| Hamilton Academical Football Club | Hamilton   |
| Heart of Midlothian Football Club | Édimbourg  |
| Hibernian Football Club           | Leith      |
| Kilmarnock Football Club          | Kilmarnock |
| Motherwell Football Club          | Motherwell |
| Partick Thistle Football Club     | Glasgow    |
| Queen's Park Football Club        | Glasgow    |
| Raith Rovers Football Club        | Kirkcaldy  |
| Rangers Football Club             | Glasgow    |
| Saint Mirren Football Club        | Paisley    |
| Third Lanark Athletic Club        | Glasgow    |

## Compétition

### Classement
Le classement est établi sur le barème de points classique (victoire à 2 points, match nul à 1, défaite à 0).
| Rang | Équipe              | Pts | J  | G  | N  | P  | Bp | Bc | Diff |
| ---- | ------------------- | --- | -- | -- | -- | -- | -- | -- | ---- |
| 1    | Rangers FC          | 53  | 34 | 24 | 5  | 5  | 76 | 41 | +35  |
| 2    | Celtic FC           | 49  | 34 | 22 | 5  | 7  | 53 | 28 | +25  |
| 3    | Heart of Midlothian | 41  | 34 | 17 | 7  | 10 | 71 | 43 | +28  |
| 4    | Airdrieonians       | 41  | 34 | 15 | 11 | 8  | 64 | 46 | +18  |
| 5    | Falkirk FC          | 40  | 34 | 14 | 12 | 8  | 56 | 38 | +18  |
| 6    | Hibernian FC        | 37  | 34 | 16 | 5  | 13 | 63 | 54 | +9   |
| 7    | Motherwell FC       | 37  | 34 | 12 | 13 | 9  | 47 | 39 | +8   |
| 8    | Aberdeen FC         | 37  | 34 | 14 | 9  | 11 | 47 | 40 | +7   |
| 9    | Clyde FC            | 35  | 34 | 13 | 9  | 13 | 44 | 44 | 0    |
| 10   | Hamilton Academical | 32  | 34 | 12 | 8  | 14 | 44 | 47 | -3   |
| 11   | Kilmarnock FC       | 31  | 34 | 10 | 11 | 13 | 37 | 54 | -17  |
| 12   | Saint Mirren        | 30  | 34 | 10 | 10 | 14 | 50 | 60 | -10  |
| 13   | Dundee FC           | 29  | 34 | 8  | 13 | 13 | 33 | 46 | -13  |
| 14   | Greenock Morton     | 29  | 34 | 11 | 7  | 16 | 50 | 59 | -9   |
| 15   | Third Lanark AC     | 28  | 34 | 8  | 12 | 14 | 31 | 41 | -10  |
| 16   | Raith Rovers        | 26  | 34 | 8  | 10 | 16 | 46 | 60 | -14  |
| 17   | Partick Thistle FC  | 24  | 34 | 10 | 4  | 20 | 40 | 55 | -15  |
| 18   | Queen's Park FC     | 18  | 34 | 5  | 3  | 26 | 34 | 88 | -54  |

|  | Champion d'Écosse |
|  | Relégation        |

## Bilan de la saison
| Tableau d'Honneur                |            |
| Compétition                      | Vainqueur  |
| Championnat d'Écosse de football | Rangers FC |
| Coupe d'Écosse de football       | Falkirk FC |

| Promotions et relégations |                         |
| Promus                    | Dumbarton FC Ayr United |
| Relégués                  | Aucun                   |

## Statistiques

### Meilleur buteur
1. James Reid, Airdrieonians, 30 buts